# Randy Couture
Randy "The Natural" Couture, född 22 juni 1963 i Everett, Washington, är en amerikansk brottare och MMA-fighter.
Couture är en av UFCs mest kända fighters genom tiderna. Han började med MMA vid relativt hög ålder (efter 30), efter en brottarkarriär som bland annat innefattade olympiska spel. Han vann mästartiteln i tungvikt, men förlorade den och gick ner till lätt tungvikt. Där var han mästare en lång tid tills han blev slagen av Chuck Liddell i en returmatch, efter att ha slagit honom i första mötet. Couture mötte Liddell även en tredje gång i en titelmatch som vanns av Liddell. Efter detta valde Randy Couture att avsluta sin MMA-karriär. 

Vid sidan om sin egen karriär har Couture även varit lagledare i den amerikanska dokusåpan The Ultimate Fighter, som ger unga män chansen att vinna om ett kontrakt med UFC.
Den 3 mars 2007 gjorde han comeback på galan UFC 68 och besegrade mästaren i tungvikt Tim Sylvia på poäng efter att ha kontrollerat hela matchen. Couture blev därmed den första femfaldiga mästaren i UFC:s historia.
Den 25 augusti 2007 försvarade han sin titel i Las Vegas, Nevada på galan UFC 74. Motståndare var brasilianaren Gabriel Gonzaga som hade besegrat Mirko Filipović på UFC 70 för att bli förste utmanare. Couture vann matchen på TKO i tredje ronden, men skadade också sin vänstra arm efter att ha skyddat sig mot en av Gonzagas sparkar.
Efter sin förlust mot Lyoto Machida på UFC 129 den 30 april 2011 meddelade Couture att han avslutar MMA-karriären.
Han medverkade i datorspelet Command & Conquer: Red Alert 3 som befälhavare Warren Fuller från 2008.
Randy Couture medverkar även i filmerna The Expendables, The Expendables 2 och The Expendables 3 regisserade av Sylvester Stallone.